# Boca de Huérgano
Boca de Huérgano és un municipi de la província de Lleó a la comunitat autònoma de Castella i Lleó. Forma part de la comarca de la Montaña Oriental. Inclou els pobles de Villafrea de la Reina, Los Espejos de la Reina, Barniedo de la Reina, Portilla de la Reina i Llanaves de la Reina.

## Demografia
| 1991 | 1996 | 2001 | 2004 |
| ---- | ---- | ---- | ---- |
| 724  | 663  | 583  | 571  |